# Escudo de Tudela
El escudo de la Ciudad de Tudela, Comunidad Foral de Navarra, España tiene el siguiente blasón:

Trae de azur y un puente de tres arcos de oro, mazonado de sable sumado de tres torres la del medio mayor que las laterales del mismo metal e idéntico mazoinado aclaradas de gules. En punta ondas de plata y azur y de bordura las cadenas de Navarra de oro sobre gules. Al timbre corona real abierta.
Jesús Lorenzo Ripa, Heráldica Municipal Merindad de Tudela, 1991

## Historia
La combinación de puente con torres en el escudo de Tudela aparece por primera vez en un sello céreo que data de 1255.
La versión actual del escudo data de 1971, fecha en la que fue aprobado por el pleno del Ayuntamiento de Tudela, aunque según un informe de archivero municipal Julio Segura Moneo titulado Emblemas y sellos de la ciudad de Tudela, en el que se recoge nueve tipologías de los escudos utilizados por el ayuntamiento hasta el siglo XIX, y un estudio comparativo de los sellos céreos medievales relativos a Tudela, el escudo actual no recoge todos los elementos tradicionales del escudo.
|                         |
| Escudo de Tudela (1530) |

|                         |
| Escudo de Tudela (1586) |

|                              |
| Escudo de Tudela (1712-1724) |

El escudo, atendiendo a  estos criterios, debería ser, según lo describe Julio Segura:

En el campo de azur, sostenido de ondas de plata y azur, cargadas estas de tres esturiones de plata bien ordenados, un puente de cuatro ojos de oro mazonado de sable, sumado de tres torres del mismo metal, almenadas y también mazonadas de igual color, más alta la central, y sumada de una enseña de plata con cruz roja centrada, y las laterales sumadas a su vez de dos aves de plata enfrentadas. Bordura de gules (con una cadena de oro si se quisiese mantener la identidad y condición de ciudad navarra).

Deberá timbrarse el Escudo de Armas con una Corona Real de España, que es un círculo engastado de piedras preciosas, compuesto de ocho florones (cinco vistos) de hojas de acanto, intercalados de perlas cuyas hojas salen en otras tantas diademas, sumadas de perlas que convergen en un mundo de azur con el semimeridiano y el ecuador, de oro, sumado de una Cruz, de oro y la Corona forrada de gules (rojo).
Julio Segura, 2007

Este escudo está presente en las banderas que lleva la corporación en los actos oficiales.
Como reseñas históricas cabe reseñar que también se corresponde con el sello céreo que data de 1255, que se conserva en el Archivo General de Navarra.